# 杜利比人
杜利比人（俄语：Дуле́бы），是一個活躍於6-10世紀的早期東斯拉夫人部落，他們也是往年紀事中提及的12個東斯拉夫部落之一。
他們主要分布於多瑙河至中歐的捷克之間，根據往年紀事，他們在6世紀後期-7世紀早期被阿瓦爾人入侵，在907年，杜利比人參與了奧列格入侵拜占廷帝國沙皇格勒的戰役。
最後一次提及他們是10世紀，之後他們成為基輔羅斯一部分。